# Helechosa de los Montes
Helechosa de los Montes ist ein Ort und eine Gemeinde (municipio) mit noch 562 Einwohnern (Stand: 2024) im Südosten der spanischen Provinz Badajoz in der Autonomen Gemeinschaft Extremadura. Neben dem Hauptort Helechosa de los Montes gehört auch die Ortschaft Bohonal de los Montes zur Gemeinde.

## Lage
Helechosa de los Montes liegt ca. 150 Kilometer ostnordöstlich von Mérida und etwa 200 Kilometer ostnordöstlich von Badajoz in einer Höhe von ca. 355 m. Der Guadiana bildet die Nordwestgrenze und wird hier zur Embalse de Cijara aufgestaut. Im Westen des Gemeindegebiets liegt der 
Flugplatz El Membrillar.
Das Klima im Winter ist gemäßigt, im Sommer dagegen warm bis heiß; die eher geringen Niederschlagsmengen (ca. 521 mm/Jahr) fallen – mit Ausnahme der nahezu regenlosen Sommermonate – verteilt über das ganze Jahr.

## Bevölkerungsentwicklung
| Jahr      | 1970 | 1981 | 1991 | 2001 | 2011 | 2021 |
| Einwohner | 1195 | 943  | 814  | 749  | 732  | 615  |

Der deutliche Bevölkerungsrückgang seit den 1950er Jahren ist im Wesentlichen auf die Mechanisierung der Landwirtschaft, die Aufgabe bäuerlicher Kleinbetriebe und den damit einhergehenden Verlust an Arbeitsplätzen zurückzuführen (Landflucht).

## Sehenswürdigkeiten
- Kirche Mariä Gnade in Helechosa de los Montes

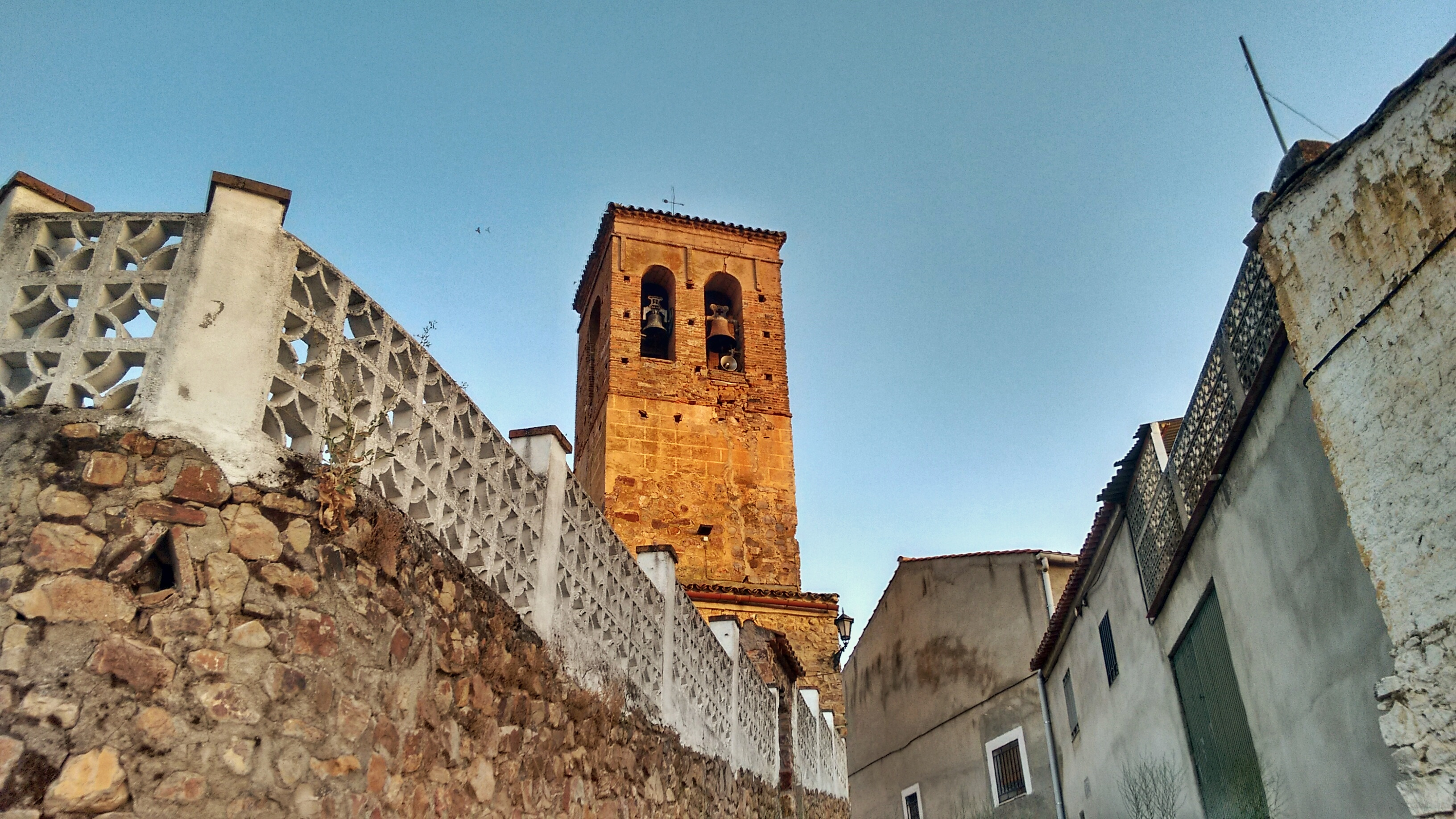
Kirche Mariä Gnade